# Shaku Nihongi
Shaku Nihongi (釈日本紀?) es un texto anotado del Nihon Shoki. Recopilado por Urabe Kanekata entre 1274 y 1301, es una obra de 28 volúmenes.

## Importancia
Aparte de ser uno de los primeros y más importantes estudios del Nihon Shoki también incluye muchas citas completas de otros textos históricos, algunos de los cuales ya no se conservan. Entre estos se incluyen Jōgūki, Nihongi Shiki, Kogo Shūi, Tensho, Sendai Kuji Hongi, y más de treinta fudoki.
Además es una fuente valiosa para complementar la historia perdida de Kojiki y Nihon Shoki. La genealogía imperial es importante ya que la genealogía que aparecía en el Nihon Shoki se ha perdido. Por ejemplo, clarifica la genealogía del emperador Keitai que está ausente en el Nihon Shoki.
La colección de definiciones y lecturas de palabras antiguas también tiene una gran importancia lingüística.